# Smicridea discalis
Smicridea discalis är en nattsländeart som beskrevs av Oliver S. Flint Jr. 1972. Smicridea discalis ingår i släktet Smicridea och familjen ryssjenattsländor. Inga underarter finns listade i Catalogue of Life.